# Consistoire de Genève
 (mars 2023).
Si vous disposez d'ouvrages ou d'articles de référence ou si vous connaissez des sites web de qualité traitant du thème abordé ici, merci de compléter l'article en donnant les références utiles à sa vérifiabilité et en les liant à la section « Notes et références ».

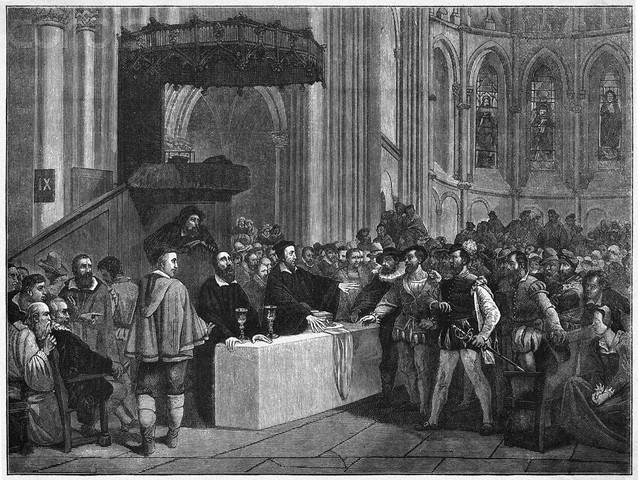
Consistoire de Genève.

Le Consistoire de Genève est l'organe directeur de l'Église protestante de Genève.

## Histoire
Institué le 20 novembre 1541 par les ordonnances ecclésiastiques inspirées par Jean Calvin, il est initialement composé des pasteurs et de douze Anciens des laïcs nommés par la Seigneurie (2 membres du Petit Conseil (syndics de Genève), quatre du Conseil des Soixante, six du Conseil des Deux-Cents) après avis des pasteurs et se réunit toutes les semaines.
Il juge notamment les causes matrimoniales, mais également des affaires concernant la moralité ou le comportement des Genevois. Le Consistoire ne peut prononcer que des peines ecclésiastiques telles que l'excommunication. Dans les cas graves, il peut déférer les coupables à la justice séculière du Petit Conseil, qui prononce alors des peines corporelles parfois lourdes (fouet, bannissement).
Après que la constitution genevoise de 1842 lui a retiré son rôle de tribunal, le Consistoire devient l’organe directeur de l’Église nationale protestante de Genève. Il définit notamment les grandes orientations et la politique générale de l’Église.